# Subang Jaya (Kampar Kiri Hulu)
Subang Jaya is een bestuurslaag in het regentschap Kampar van de provincie Riau, Indonesië. Subang Jaya telt 331 inwoners (volkstelling 2010).